# Barbara Rose Johns
Barbara Rose Johns Powell (* 6. März 1935 in Harlem, New York City; † 25. September 1991 in Philadelphia) war eine US-amerikanische Bürgerrechtlerin.

## Leben
Johns war die älteste Tochter der Afroamerikaner Violet Adele Spencer Johns und Robert Melvin Johns, die auf Arbeitssuche während der Großen Depression nach Harlem gezogen waren. Aus finanziellen Nöten zog die Familie mehrfach um; 1936 in ihre Heimat im Prince Edward County in Virginia und 1942 nach Washington, D. C. Da ihr Vater im Rahmen des Zweiten Weltkriegs in die U. S. Army eingezogen worden war und ihre Mutter arbeiten musste, wurde sie mit ihren Geschwistern in die Obhut ihrer Großmütter gegeben. Nach Kriegsende lebten sie wieder zusammen mit ihren Eltern, die ihrer ältesten Tochter im Haushalt einige Verantwortung übertrugen. Sie kam mit ihrem Onkel väterlicherseits, Vernon Johns, einem Pionier der Bürgerrechtsbewegung, in Kontakt, der ihr Zugang zu seiner Büchersammlung bot.
1948 wurde Johns in der örtlichen Moton High School eingeschult. Gemäß der Rassentrennung durften nur schwarze Schüler diese Schule besuchen. Im Gegensatz zur Schule für weiße Schüler war sie überfüllt und unterfinanziert. Das Schulgebäude hatte weder eine Mensa, Abteilung für Naturwissenschaften noch eine Turnhalle. Zudem wurden weißen Schülern mehr Unterrichtsfächer angeboten, darunter Latein, Erdkunde und Physik. Johns empfand dies als eine Ungerechtigkeit und entschied sich nach einem Gespräch mit einem Vertrauenslehrer, etwas dagegen zu unternehmen. Dazu organisierte die 16-Jährige einen Schülerstreik, der am 23. April 1951 begann. Mit Hilfe der National Association for the Advancement of Colored People (NAACP) klagte sie mit den Anwälten Oliver Hill und Spottswood Robinson im Fall Davis v. County School Board of Prince Edward County gegen die Rassentrennung an Schulen. Nach einer Berufung wurde die Klage vor dem Obersten Gerichtshof zum Fall Brown v. Board of Education zusammengefasst. In dieser Grundsatzentscheidung wurde die Rassentrennung gemäß der vorangegangenen Entscheidung Plessy v. Ferguson und dem Grundsatz Separate but equal für verfassungswidrig erklärt.
Die Familie Johns wurde wegen ihrer Beteiligung an Brown Ziel mehrerer rassistischer Angriffe. Der Ku Klux Klan verbrannte ein Kreuz auf ihrem Schulhof. Barbara Rose Johns musste deshalb das letzte Jahr ihrer Schullaufbahn in Montgomery bei ihrem Onkel Vernon Johns absolvieren. Nach ihrem Schulabschluss besuchte sie das Spelman College in Atlanta. Am 1. Januar 1955 heiratete sie den Baptistenpastor William Holland Rowland Powell, mit dem sie fünf Kinder hatte. Sie arbeitete als Bibliothekarin und erhielt 1979 einen Bachelor von der Drexel University. 1991 verstarb sie an Knochenkrebs.
Besonders in Virginia erinnern mehrere Statuen an sie. 2017 wurde ein Gebäude des virginischen Justizministeriums nach ihr benannt. Seit dem 23. April 2018 ist der 23. April in Virginia der „Barbara Rose Johns Tag“. 2020 wurde angekündigt, dass die Statue des Konföderiertengeneral Robert E. Lee in der National Statuary Hall mit einer Statue Johns ersetzt werde.